# 訓練自衛官小銃乱射事件
訓練自衛官小銃乱射事件（くんれんじえいかんしょうじゅうらんしゃじけん）とは、1984年（昭和59年）2月27日、陸上自衛隊山口駐屯地射撃場において、訓練中の自衛官が同僚に向けて小銃を乱射した事件。

## 事件の概要
1984年（昭和59年）2月27日昼ごろ、陸上自衛隊山口駐屯地近傍にある山口射撃場で、射撃訓練を受けていた第17普通科連隊所属の60人の隊員のうち、左端にいた二等陸士A（当時21歳）が振り向きざまに、持っていた64式小銃を居並ぶ自衛官に向けて乱射した。結果、4人が重軽傷を負い、そのうち1人（当時18歳）は翌日死亡した。
Aは小銃を携帯したまま、ジープで逃走した。ただちに、自衛隊や山口県警察は厳戒態勢をとり、午後4時40分に山口市内で身柄を拘束した。

## 犯人の背景
Aは、「日頃から馬鹿にされて鬱屈が溜まっていた。『どうにでもなれ』と思って射った」と証言動機を語ったが、重度のうつ病による心神喪失状態にあったとして起訴されず、精神病院に入院することとなった。Aは1983年（昭和58年）6月に入隊したが、当初自衛隊は入隊時の知能テストの成績も優秀であり、採用には問題なかったと主張した。
Aは大阪府内の私立大学中退後、1981年（昭和56年）9月に滋賀県大津市の第109教育大隊に入隊し、その後姫路に配属されていた。しかし、1982年（昭和57年）7月に無断欠勤し、関西方面を遊び歩いたとして6日間の停職処分を受け、依願退職した前歴があった。
この事件で、Aは懲戒免職処分を受けたほか、夏目晴雄防衛事務次官が訓戒処分となったのをはじめ、自衛隊上層部24人が減給から注意までの処分を受けた。

## 参考資料
- 村野薫執筆「訓練自衛官の小銃乱射“同志”殺害事件」、事件・犯罪研究会編『明治・大正・昭和　事件・犯罪大事典』、東京法経学院出版、1986年、155-156頁、NDLJP:11896699/84。
  - （増補新版）事件・犯罪研究会編『明治・大正・昭和・平成　事件・犯罪大事典』、東京法経学院出版、2002年。